# Croton argyrodaphne
Espèce
Croton argyrodaphne est une espèce de plantes à fleurs du genre Croton et de la famille des Euphorbiaceae, présente à Madagascar.
Il a pour synonymes :
- Croton argyrodaphne var. boinensis, Leandri, 1972
- Croton argyrodaphne var. occidentalis, Leandri, 1939
- Croton argyrodaphne var. orientalis, Leandri, 1972
- Croton daphnargyreus, St.-Lag., 1880
- Oxydectes argyrodaphne (Baill.) Kuntze